# Tokyo station

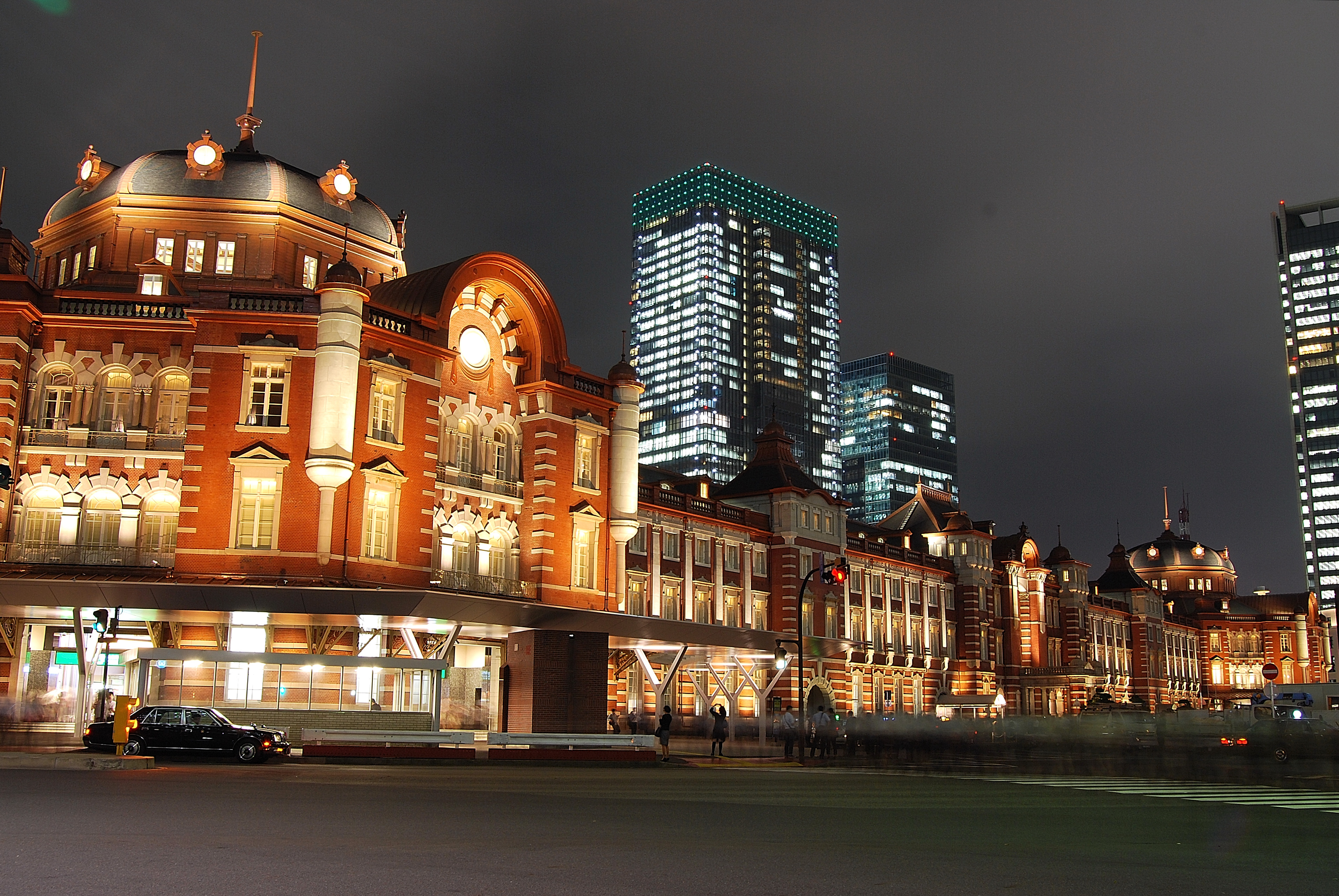
Tokyo station

Tokyo station (japanska: 東京駅?, Tōkyō-eki ) är en av de större stationerna i centrala Tokyo. Mätt i antalet tåg per dag är det den största i Japan. Över 3 000 tåg passerar här per dag. Stationen öppnade 18 december 1914.
Stationen är ändstation för Shinkansen-linjerna Tokaidō Shinkansen och Tohoku Shinkansen, och trakfikeras av många av JR Higashi Nihons fjärrtågs- och pendeltågslinjer som Tokaidolinjen, Chuolinjen, Yamanotelinjen, Negishilinjen och Keihin-Tōhokulinjen, och av Marunouchi-linjen i Tokyos tunnelbana.

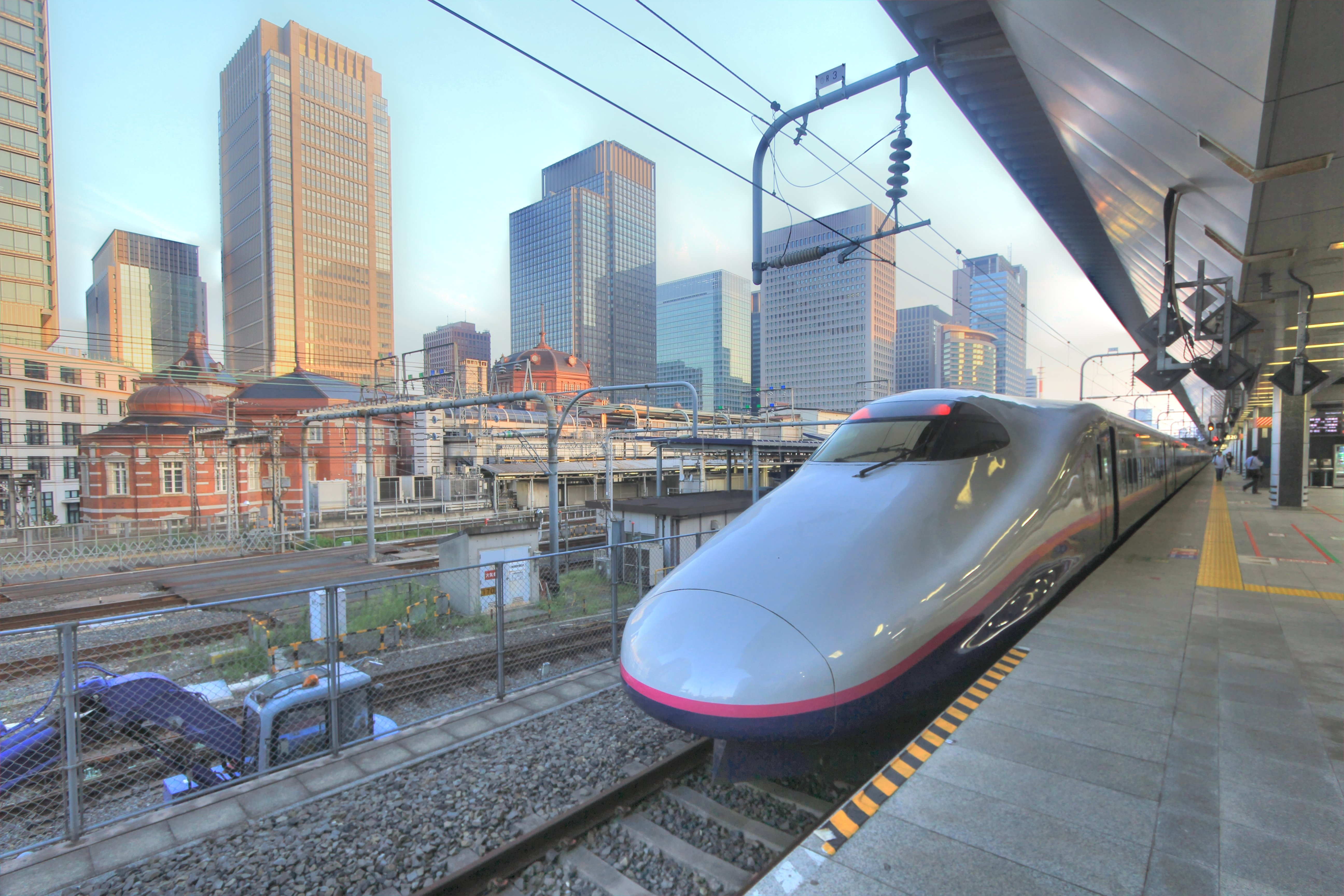
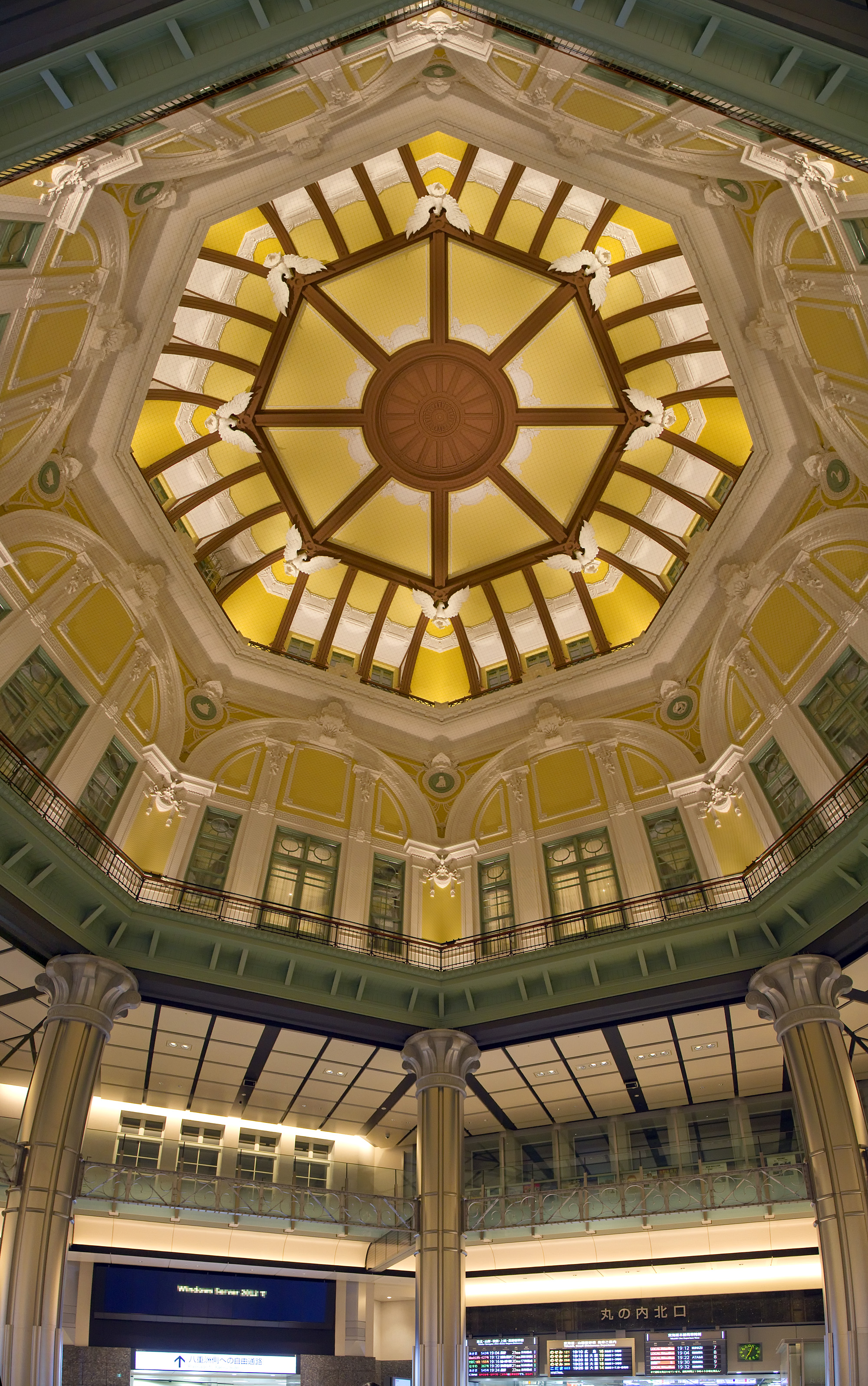